# مهرجان سينما الموبايل الدولي للأفلام القصيرة
المهرجان الدولي للأفلام القصيرة لسينما الموبايل أو  سينما الموبايل (بالإسبانية: Festival Internacional de Cortometrajes con Smartphone Cinephone)‏ هو مهرجان دولي للأفلام القصيرة يُجرى فيه حدثان: أولهما الهاتف الذكي كجهاز تصوير والمنصة الأونلاين للمهرجان.
عُقدت الاحتفالية الأولى من المهرجان في عام 2012 بإجمالي 21 فيلم إسباني قصير، فيما شهد نموًا ملحوظًا في نسخته الثانية وضعه بين أكبر المهرجانات الدولية لأفلام سينما الموبايل القصيرة وصل إلى 84 فيلم قصير من 18 بلدًا حول العالم.
قال مُدير مهرجان سينما الموبايل أن هاتف الأيفون هو الجهاز الأكثر استخدامًا لتصوير الأفلام القصيرة.